# Municipio de Chippewa (condado de Isabella)
El municipio de Chippewa (en inglés: Chippewa Township) es un municipio ubicado en el condado de Isabella en el estado estadounidense de Míchigan. En el año 2010 tenía una población de 4654 habitantes y una densidad poblacional de 49,69 personas por km².

## Geografía
El municipio de Chippewa se encuentra ubicado en las coordenadas 43°35′19″N 84°39′32″O / 43.58861, -84.65889. Según la Oficina del Censo de los Estados Unidos, el municipio tiene una superficie total de 93.67 km², de la cual 92.86 km² corresponden a tierra firme y (0.86%) 0.81 km² es agua.

## Demografía
Según el censo de 2010, había 4654 personas residiendo en el municipio de Chippewa. La densidad de población era de 49,69 hab./km². De los 4654 habitantes, el municipio de Chippewa estaba compuesto por el 74.82% blancos, el 0.6% eran afroamericanos, el 18.01% eran amerindios, el 0.43% eran asiáticos, el 0.09% eran isleños del Pacífico, el 0.8% eran de otras razas y el 5.26% pertenecían a dos o más razas. Del total de la población el 5.59% eran hispanos o latinos de cualquier raza.